# Woodham, Durham
Woodham är en ort i civil parish Great Aycliffe, i kommunen Durham i grevskapet Durham, i England. Woodham var en civil parish 1866–1983 när blev den en del av Great Aycliffe, Bradbury and the Isle och Windlestone. Civil parish hade 339 invånare år 1971.